# Томашув (Люблінське воєводство)
Томашув (пол. Tomaszów) — село в Польщі, у гміні Пулави Пулавського повіту Люблінського воєводства.
Населення — 287 осіб (2011).
У 1975-1998 роках село належало до Люблінського воєводства.

## Демографія
Демографічна структура станом на 31 березня 2011 року:
|          | Загалом | Допрацездатний вік | Працездатний вік | Постпрацездатний вік |
| -------- | ------- | ------------------ | ---------------- | -------------------- |
| Чоловіки | 139     | 36                 | 92               | 11                   |
| Жінки    | 148     | 40                 | 88               | 20                   |
| Разом    | 287     | 76                 | 180              | 31                   |